# Remote Radio Head
Als Remote Radio Head, kurz RRH, oder Remote Radio Unit, kurz RRU wird beim Mobilfunk die außentaugliche, allwetterfeste Montage von Spannungsversorgung, Sende- und Empfangsbaugruppe (Transceiver), Endverstärker und Duplexfilter an den Antennenmast genannt.
Die Kommunikation mit der Basisstation erfolgt meist über eine Glasfaserverbindung.
Bei direkter Montage am Antennenmast wird – wegen der kürzeren HF-Leitung (meist ein  Koaxialkabel) zur Antenne – eine niedrigere Sendeleistung benötigt, was den Wirkungsgrad erheblich erhöht. Außerdem kann der Sendemast mehrere Kilometer von der Basisstation (bei 5G/NR: gNode B (verkürzt gNB), bei LTE: eNode B, bei UMTS: Node B, bei GSM: BTS) entfernt aufgestellt werden.